# The Spiral (Nueva York)
The Spiral, también conocido como 66 Hudson Boulevard, es un rascacielos de 66 pisos en construcción en Hudson Yards, Manhattan, Nueva York. El proyecto fue anunciado en 2016 por el desarrollador inmobiliario Tishman Speyer como un rascacielos con 265 000 m², 314 m y 66 pisos. La torre está siendo diseñada por el estudio de arquitectura danés Bjarke Ingels Group, que también diseñó el cercano West 57.
El Spiral estará ubicado en la calle 34 entre Hudson Boulevard y Tenth Avenue. Cuando esté terminado, The Spiral se unirá a otros desarrollos que fueron posibles gracias a la rezonificación, incluidos Hudson Yards, 3 Hudson Boulevard y Manhattan West. Una característica distintiva del edificio propuesto es que cada piso tendrá jardines al aire libre que girarán en espiral alrededor del edificio.

## Historia
La torre se conceptualizó inicialmente en 2014 como el Hudson Spire, con 0,5 m altura del techo a 0,6 m altura arquitectónica. Se comercializó como el edificio más alto de los Estados Unidos y el hemisferio occidental.
A fines de 2015, Tishman Speyer pagó 25 millones de dólaresa dos hombres que se negaron a mudarse de su apartamento en la Décima Avenida con calle 34, el futuro sitio de la Espiral. A cambio, los hombres acordaron abandonar el local y trasladarse a otro edificio. El desarrollador había gastado 438 millones de dólaresen la propiedad y sus alrededores, pero a pesar de una orden judicial a favor de Speyer, la pareja permaneció hasta que se otorgó el pago.
Las nuevas representaciones publicadas en 2016 muestran una torre de 317 metros alineada con una "serie en cascada de terrazas ajardinadas y jardines colgantes". El 27 de agosto de 2017, la empresa farmacéutica Pfizer anunció planes para trasladar la sede mundial de la compañía a 74,3 m² en el nuevo edificio, ocupando los pisos 7 al 21. La compañía firmó oficialmente un contrato de arrendamiento por 20 años en abril de 2018, junto con Blackstone que otorgó un préstamo de construcción de 1.8 mil millones, uno de los préstamos de este tipo más grandes en la historia de la ciudad de Nueva York.

## Inquilinos
Los inquilinos se mudarán una vez que la torre esté completa. A abril de 2019 el edificio está arrendado en un 34,7%. Los inquilinos incluyen:
- Plantas 7 a 21: Pfizer[5]
- Pisos 25-28: AllianceBernstein[7]
- Plantas 40-52: Debevoise & Plimpton[8]